# Philosopher
 (septembre 2016).
Philosopher est un verbe dont le sens peut être ambigu : en un sens propre, il  désigne la réflexion sur les causes dans une conception générale du monde, comme résultat de l'amour de la connaissance. En sens dérivé, il peut désigner un art de bien vivre. Il désigne donc à la fois une représentation de type contemplative (connaissance pure) ou une activité plus engagée dans la vie proprement humaine. L'activité de philosopher concerne donc à la fois l'action morale et politique, et nos moyens de connaître.
En quoi ceci est-il une spécificité de l'activité philosophique ?  La conception du monde (l'acte de contempler) du philosophe se distingue-t-elle des autres conceptions du monde ? Deux questions proprement philosophiques peuvent servir de guides :

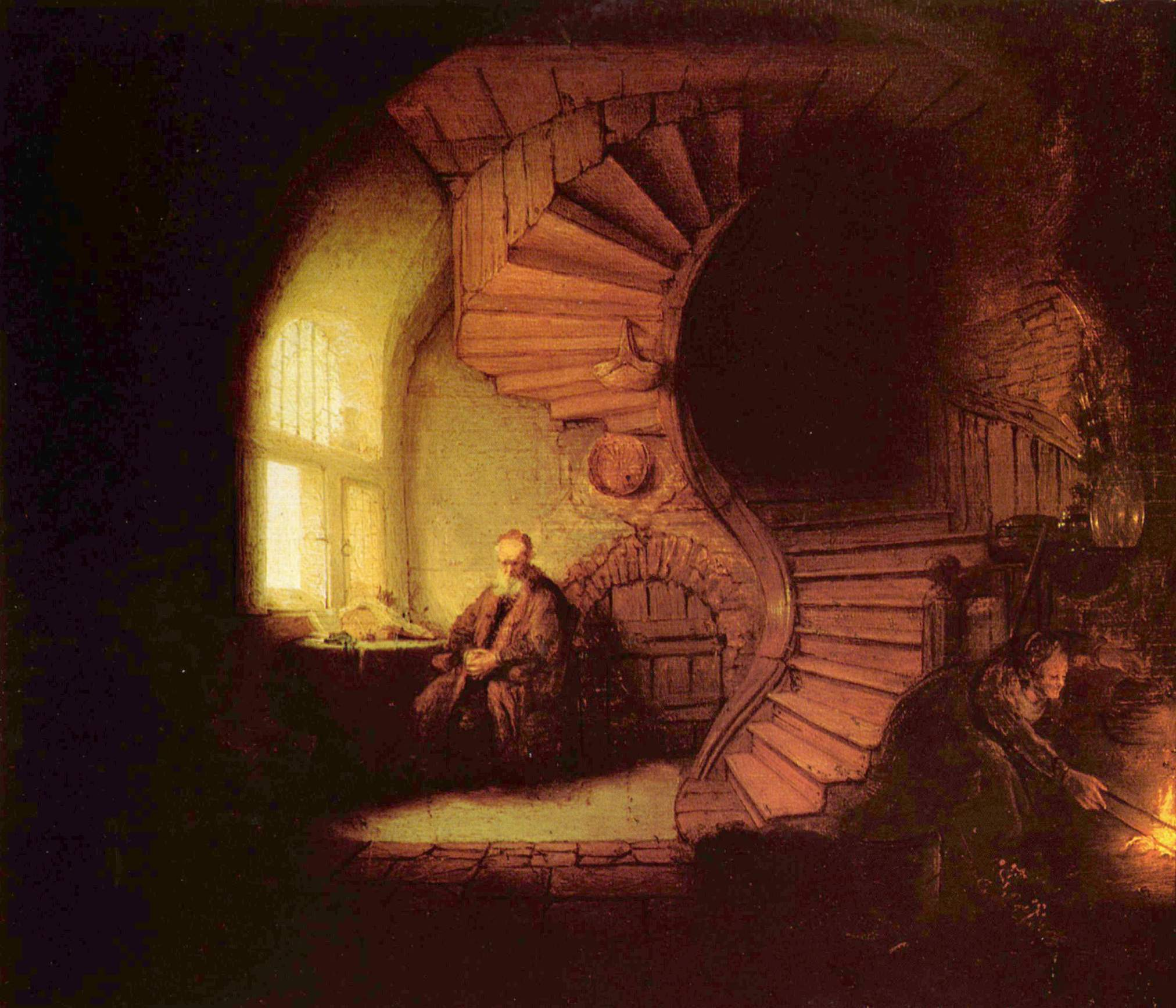
Le philosophe, par Rembrandt

- pourquoi philosopher ?
- comment philosopher ?

## Analyse d'expressions courantes
Les mots « philosophie », « philosophe », « philosopher », ont chacun plusieurs sens, et ces sens dépendent d'un contexte. Ce contexte est défini par ce que fait la personne qui parle ou dont on parle, par l'objet de notre discours, ou par l'activité dans laquelle nous sommes engagés. Par exemple :
- on dit que quelqu'un subit une épreuve avec philosophie ; « je suis philosophe », « il faut prendre les choses avec philosophie », etc. ; le mot est synonyme de calme, de contrôle de soi, et souvent de résignation ;
- mais être philosophe, c'est aussi avoir des opinions en faisant preuve d'esprit critique, en étant capable de penser par soi-même ;
- le sens d'une œuvre exprime une certaine philosophie, une vision du monde (morale, scientifique, historique, etc.) ;
- la philosophie d'un philosophe, par exemple sa doctrine, son système d'idées cohérent ;
- le cours de philosophie ; on désigne là la discipline avec son contenu défini par un programme.

## Étude desnotionset division de la philosophie

### Apprend-on la philosophie ou à philosopher?
Sur quoi porte l'activité philosophique ? Les expressions courantes ne s'identifient sans doute pas toujours au sens propre de l'acte de philosopher, mais un contenu peut être dégagé, par exemple un objet qui forme la matière de la discipline appelée « philosophie. » Pourtant ces objets sont nombreux : l'homme, le monde, les moyens de la connaissance, l'action morale et politique. Toutes ces matières à réflexion ont cependant ceci de commun qu'elles supposent un maniement d'idées, de notions, de concepts. Or ce maniement n'est certainement pas aléatoire, et on s'attend à ce que la philosophie soit quelque chose comme un art de raisonner, i.e. d'examiner, de réunir, de comprendre, etc. des concepts, en suivant des règles strictes.
C'est ainsi qu'une théorie est un ensemble de concepts rationnellement organisés. En philosophie, il existe plusieurs possibilités d'organisation des concepts, possibilités d'autant plus nombreuses que l'activité de la philosophie n'est pas limitée par un objet. L'ensemble des concepts peut par exemple être organisé d'après la division grecque de la philosophie : la connaissance de la nature, ou physique, l'éthique et la logique, science du raisonnement, c'est-à-dire méthode du bon gouvernement de l'entendement. À ce titre, la logique structure la connaissance du monde et ordonne l'ensemble des notions de la philosophie morale. Ce troisième domaine peut être aussi considéré comme une théorie de la connaissance. Cette division est parfois attribuée à Platon, mais elle n'est explicitement formulée qu'à partir du Stoïcisme. Une autre division, prenant en compte le fait que la physique n'est plus aujourd'hui une partie de la philosophie, consiste à distinguer seulement théorie de la connaissance et éthique. Mais il existe en réalité bien d'autres domaines, telles que l'esthétique, la philosophie politique, etc., qui ont pris une certaine autonomie au cours de l'histoire de la philosophie.
En théorie, la philosophie couvre tous les domaines de la réalité, puisque son objet par excellence est la réalité même, physique et mentale (en ce sens, la philosophie est dite philosophie première ou métaphysique). Dans les faits, il n'y a qu'un nombre limité de concepts, dont la liste est évidemment toujours ouverte, et ce sont ces concepts qu'il faut étudier pour s'initier à la philosophie. Ils peuvent être étudié pour eux-mêmes (apprentissage de la pensée, de l'analyse, du raisonnement en général), ou liés à d'autres concepts avec lesquels ils forment un domaine spécifique (morale, esthétique, etc.), ou encore suivant leur devenir historique (connaissance des systèmes des philosophes, histoire de la philosophie). Ainsi, l'étude des concepts d'une part, et, d'autre part, l'étude de la logique, forment une initiation complète à la philosophie, dont la finalité est de penser par soi-même : sapere aude.
Si cela est juste, alors on peut comprendre pourquoi la philosophie ne s'apprend pas : il n'y a pas un contenu donné et constitué dont on peut dire : voilà toute la philosophie. La philosophie, comme science achevée, n'existe pas. L'apprentissage de la philosophie n'est donc pas un apprentissage de la mémoire, mais un exercice de la raison. Cet exercice s'appuie sur l'évidence des concepts et sur la nécessité des démonstrations.
La méthode pour enseigner la philosophie ne peut donc être dogmatique (elle ne peut être indiscutable et refuser toute critique) ; elle doit être zététique (l'art du doute) . On n'apprend pas la philosophie, on apprend à philosopher. Mais on ne peut pour autant se passer de tout apprentissage.
« La philosophie d'aujourd'hui contient tout ce qu'a produit le travail de millénaires ; elle est le résultat de tout ce qui l'a précédé » Hegel
Il faut donc aussi connaître l'histoire de la philosophie !

### Pensée critique et autonomie de la pensée
L'idéal philosophique est donc de penser par soi-même, de se fixer à soi-même sa propre norme. Être libre, cela peut donc signifier participer activement et consciemment à l'histoire du monde en étant son propre guide.
Mais, dans ce cas, pourquoi la plupart des hommes se contentent-ils d'une philosophie spontanée, i.e. d'une sagesse du sens commun qui n'est pas vraiment éclairée ? Parce que la philosophie, qui impose de se mesurer à la complexité du monde, exige de :
- penser, donc prendre le risque de voir ses croyances détruites par la critique ;
- penser, donc effectuer un effort de travail intellectuel volontaire.

Il y a ainsi deux positions possibles devant la philosophie :
- la rejeter, ce qui revient à admettre les préjugés, les opinions extérieures, et se laisser manipuler ;
- l'accepter, se construire une conception du monde, penser et philosopher.

Si tout le monde pense, certains seulement pensent sur leurs pensées, c'est-à-dire ont une pensée réflexive, critique et questionnante. Cela n'est-il qu'une question de paresse ? N'y a-t-il pas des circonstances socio-culturelles qui favorisent plus ou moins l'émergence de la réflexion libre? Est-ce que l'enseignement classique français de la philosophie en terminale réussit à "faire penser par soi-même" ? Y a-t-il un âge pour philosopher ?
La philosophie pour les enfants est une pratique récente qui prétend apporter beaucoup de pistes intéressantes par rapport à ces questions. En effet, elle prétend rompre avec le paradigme élitiste d'une pensée réflexive comme apanage des seuls esprits courageux ; cette pratique consiste à développer la pensée réflexive et l'attitude démocratique de tous et à tout âge, à travers des ateliers de discussion philosophiques. Il s'agit d'apprendre à philosopher en prenant conscience de sa pensée et de ses idées en les échangeant et en les confrontant aux idées des autres. Cette pratique créée aux États-Unis par Matthew Lipman connaît une popularité croissante partout dans le monde. On peut dire en sens contraire que l'acte de philosopher n'est pas en général dépendant de ce genre d'idéologies à caractère démocratique, et qu'il est prétentieux et nuisible à la pensée de vouloir l'égaliser.

### Art de vivre
En tant que pratique, la philosophie peut  être décrite de plusieurs points de vue qui n'ont sans doute pas tous la même valeur.
- Les philosophes professionnels sont des personnes rémunérées, formées en vue de transmettre un savoir traditionnel. En ce sens, ils n'ont pas nécessairement vocation à penser. Pierre Thuillier rédigea à ce sujet un pamphlet qui fit grand bruit, intitulé Socrate fonctionnaire.
- De même, il serait certainement abusif d'appeler philosophes tous les étudiants en philosophie.
- On dit aussi parfois que les historiens de la philosophie ne sont pas nécessairement des philosophes, quand bien même ils seraient professeurs de philosophie à l'Université (ce qui n'enlève rien à leurs mérites, car en tant qu'historiens ils ont une activité de recherche en principe importante).

Le philosophe n'est peut-être pas à rechercher de ce côté. Par exemple, dans son Vocabulaire critique, André Lalande dit que l'emploi de « philosophe » dans les sens ci-dessus est ironique.

#### Philosophie et sagesse au sens large
La sagesse est un art de vivre ; elle exprime des préceptes pour la conduite de la vie. C'est ce que fait également la philosophie, et bien vivre est l'un de ses buts, sinon le seul. Mais la sagesse est aussi l'expression du sens commun, du bon sens (dont chacun est normalement pourvu) : elle est alors une sagesse de l'expérience immédiate portant sur des choses contingentes, et elle ne peut se fonder sur un savoir, mais seulement sur l'opinion et la croyance. La sagesse populaire est de ce fait parfois incohérente et les proverbes contradictoires. Cette sagesse n'est pas infaillible, et elle ne répond pas à toutes nos questions ; elle nous met dans l'embarras. La sagesse du bon sens n'est donc pas ce que l'on vise par l'activité philosophique, mais l'embarras qu'elle suscite est certainement la voie vers une sagesse plus haute.

#### Ce qui fait le philosophe
Pourquoi certaines personnes se passionnent-elles pour la philosophie, alors que d'autres semblent la mépriser ? Les philosophes en donnent plusieurs explications, qui se retrouvent d'Héraclite à Bertrand Russell en passant par Descartes. On peut retenir les points communs suivants :
A. Vivre sans philosopher, i. e. sans réflexion sur nos actes et sur le sens de nos valeurs, c'est ne pas vivre réellement ; l'idée de sommeil est fréquente, par exemple, pour Héraclite :
Les autres hommes ignorent ce qu'ils ont fait en état de veille, comme ils oublient ce qu'ils font pendant leur sommeil.
Et pour Descartes :
C'est proprement avoir les yeux fermés, sans tâcher jamais de les ouvrir, que de vivre sans philosopher.
Le refus ou l'absence de la philosophie entraîne donc une vie d'ignorance, une vie que l'on passe sans en prendre conscience, dans l'obscurité ou le sommeil. C'est un point important car le reproche de passer à côté se retourne parfois contre le philosophe. Ainsi Platon note-t-il que le philosophe est un être maladroit, car ses préoccupations ne concernent pas la vie quotidienne ; il est donc sans expérience, ignorant ce que les autres croient important. Il passe alors pour un homme peu sûr de lui, et pratiquement pour un imbécile, ou au moins pour quelqu'un qui cherche à fuir ce monde par la recherche de vérités éternelles (cf. Théétète).
Mais pour le philosophe, vivre sans la pensée, ce n'est pas vivre.
B. Le point de départ de la vocation de philosophe est souvent décrit comme procédant de l'étonnement et du doute. De cet étonnement, plusieurs interprétations sont possibles :
- l'étonnement comme prise de conscience que l'on ignore quelque chose ; dans ce cas l'étonnement prend la forme d'une question. Par exemple: quel est le principe des choses ?

« C'est en effet l'étonnement qui poussa comme aujourd'hui les premiers penseurs aux spéculations philosophiques. Au début, leur étonnement porta sur les difficultés qui se présentaient les premières à l'esprit ; puis, s'avançant ainsi peu à peu, ils étendirent leur exploration à des problèmes plus importants, tels que les phénomènes de la Lune, ceux du Soleil et des étoiles, enfin la genèse de l'Univers. Or apercevoir une difficulté et s'étonner, c'est reconnaître sa propre ignorance (c'est pourquoi même l'amour des mythes est, en quelque manière amour de la sagesse, car le mythe est un assemblage de merveilleux). Ainsi donc, si ce fut bien pour échapper à l'ignorance que les premiers philosophes se livrèrent à la philosophie, c'est qu'évidemment ils poursuivaient le savoir en vue de la seule connaissance et non pour des fins utilitaires. » (Aristote, Métaphyique, Livre A).
- l'étonnement comme le vertige des doutes que l'on éprouve face à l'inconsistance de la réalité. C'est l'explication de Bertrand Russell : le monde est-il réel ? Nos sensations ne nous trompent-elles pas ?
- l'étonnement comme peur face à l'inconnu, et notamment face à la mort. Dans ce cas, le philosophe se demande s'il est possible de vivre véritablement en ayant conscience de notre finitude. La mort n'est-elle pas une injustice flagrante ?

La philosophie naît de notre étonnement au sujet du monde et de notre propre existence, qui s'imposent à notre intellect comme une énigme dont la solution ne cesse dès lors de préoccuper l'humanité. (Schopenhauer).
Un personnage de Boris Vian laisse entendre ce qui pourrait constituer la mort de la philosophie : Du moment que j'ai tout ce qui est nécessaire à mes besoins, je n'ai plus besoin d'être intelligent (quid pourtant du besoin de comprendre, pour ceux chez qui il existe ?). Il reprend ainsi sciemment ou non une position de Renan : l'humanité de l'avenir sera-t-elle formée d'« indolents ne cherchant qu'à se chauffer au soleil » ?

## Risques de la philosophie
Ces cadres sont très libres, puisque contrairement aux sciences de la nature qui se définissent par un objet et une méthode, la philosophie n'a pas de limites a priori. Cette liberté découle de la pensée elle-même, du langage, du discours et de la réalité, la philosophie s'intéressant à tous les sujets que l'on peut exprimer et analyser pour en former des représentations intelligibles. C'est la raison pour laquelle Bertrand Russell estime que la philosophie peut contenir bien plus de choses qu'il n'y en a sur terre et dans les cieux.

### Premier type de risques
Mais cette liberté ne va pas sans poser de graves problèmes, car il peut arriver que de pseudo-philosophes s'approprient l'autorité de la pensée, en s'appuyant sur les séductions de la rhétorique (et aujourd'hui, de tous les médias). Le discours philosophique s'éparpille, perdant sa légitimité et son nom. Lucien de Samosate, dans l'Antiquité (et avant lui Platon, Aristote, etc) avait déjà signalé ce genre de dangers en dénonçant, dans des parodies cinglantes (Philosophes à vendre), tous les abus de langage qui conduisent à vider la parole de son sens. Il est donc nécessaire de faire remarquer que si la philosophie n'a de limites et de lois a priori ni dans la réalité ni dans la pensée, cela ne signifie pas qu'elle n'a pas besoin, pour avoir sens et rigueur, de poser des règles à son activité. Les discours approximatifs, le verbiage vaniteux des ignorants et de certains philosophes en place, l'amateurisme doivent être absolument bannis. Cette question de la rigueur logique oppose ainsi depuis plusieurs décennies la philosophie dite analytique et la philosophie continentale, cette dernière étant accusée par la première de sombrer dans le relativisme et l'opportunisme.
Il faut donc garder à l'esprit que la philosophie engendre la logique, qui lui permet de donner une rigueur fondatrice à son savoir ; dans ce but, elle s'appuie également sur la définition précise des concepts, définition sans laquelle, en toute rigueur, il n'y a ni sens ni dialogue possible (lisez sur ce point le livre gamma de la Métaphysique d'Aristote, qui peut servir d'initiation à la pensée).

### Second type de risques
La philosophie est la seule science qui peut être dite libre, car elle n'est soumise à aucun objet. C'est pourquoi les philosophes authentiques peuvent aussi se tromper et s'égarer dans des spéculations fantaisistes. L'esprit humain n'est pas infaillible et peut s'user comme le corps. De Quincey raconte ainsi les derniers jours de la vie de Kant.

## Pourquoi philosopher?
À la question de savoir pourquoi étudier la philosophie, nous pouvons répondre en nous référant au parcours des origines de la philosophie : il s'agit d'abord de connaître la nature, ses principes et les causes de l'être des choses. Ce domaine d'études appartient aujourd'hui à la science (la physique était considérée comme philosophie seconde ; voir Descartes, Galilée, Newton). Une telle séparation n'est peut-être pas entièrement légitime. En effet, même si le philosophe n'est plus aujourd'hui un scientifique, il n'en reste pas moins que la connaissance scientifique doit lui servir de point de départ pour bon nombre de ses réflexions ; par exemple, en éthique, avec les problèmes posés par les développements des sciences du vivant (bioéthique). Les activités philosophique et scientifique sont donc inséparables, malgré les difficultés posées par le développement et la spécialisation du savoir moderne (voir science de l'information).
Dans l'Antiquité, la philosophie s'est en partie détournée de la physique, et a surtout privilégié la morale, à partir de Socrate ; la science est devenue une servante de la recherche du bonheur, ce qui ne fut pas sans entraver son développement. Peut-être voyons-nous encore aujourd'hui la philosophie d'abord sous cet angle, lorsque nous cherchons à répondre à la question : « comment vivre », ou selon la formulation de Kant : « Que dois-je faire ? » On peut donc étudier la philosophie pour répondre à cette question existentielle, autour de laquelle s'ordonnent les questions de la mort, de la souffrance, de la justice ou de l'injustice de l'existence, ou dans une perspective théologique, la question de notre destination. Mais on peut se poser la question de savoir si une telle restriction est vraiment légitime ; puisque l'activité réflexive du philosophe englobe l'ensemble de la pensée et de la réalité, on ne peut lui fixer une finalité définitive qu'en la mutilant.

## Citation
"Il paraît particulièrement nécessaire de faire de nouveau de la philosophie une affaire sérieuse. Pour toutes les sciences, les arts, les talents, les techniques, prévaut la conviction qu'on ne les possède pas sans se donner de la peine et sans faire l'effort de les apprendre et de les pratiquer. Si quiconque ayant des yeux et des doigts, à qui on fournit du cuir et un instrument, n'est pas pour cela en mesure de faire des souliers, de nos jours domine le préjugé selon lequel chacun sait immédiatement philosopher et apprécier la philosophie puisqu'il possède l'unité de mesure nécessaire dans sa raison naturelle - comme si chacun ne possédait pas aussi dans son pied la mesure d'un soulier. Il semble que l'on fait consister proprement la possession de la philosophie dans le manque de connaissances et d'études, et que celles-ci finissent quand la philosophie commence." (Hegel, La Phénoménologie de l'esprit).